# Meridiano 100 este
El meridiano 100 este es una línea de longitud que se extiende desde el Polo Norte atravesando el océano Ártico, Asia, el océano Índico, el océano Antártico y la Antártida hasta el Polo Sur.
El meridiano 100 este forma un gran círculo con el meridiano 80 oeste.

## De Polo a Polo
Comenzando en el Polo Norte y dirigiéndose hacia el Polo Sur, el meridiano atraviesa:
| Coordenadas                        | País, territorio o mar | Notas |
| ---------------------------------- | ---------------------- | --- |
| 90°0′N 100°0′E / 90.000, 100.000   | Océano Ártico          | Mar de Láptev |
| 80°39′N 100°0′E / 80.650, 100.000  | Mar de Láptev          | |
| 79°51′N 100°0′E / 79.850, 100.000  | Rusia                  | Isla Revolución de Octubre, Tierra del Norte |
| 78°55′N 100°0′E / 78.917, 100.000  | Mar de Kara            | |
| 78°16′N 100°0′E / 78.267, 100.000  | Rusia                  | Isla Bolchevique, Tierra del Norte |
| 77°57′N 100°0′E / 77.950, 100.000  | Mar de Kara            | |
| 76°27′N 100°0′E / 76.450, 100.000  | Rusia                  | |
| 51°45′N 100°0′E / 51.750, 100.000  | Mongolia               | |
| 42°39′N 100°0′E / 42.650, 100.000  | China                  | Mongolia Interior Gansu – desde 40°55′N 100°0′E / 40.917, 100.000 Mongolia Interior - desde 40°17′N 100°0′E / 40.283, 100.000 Gansu – desde 39°45′N 100°0′E / 39.750, 100.000 Qinghai – desde 38°17′N 100°0′E / 38.283, 100.000 Sichuan – desde 32°56′N 100°0′E / 32.933, 100.000 Yunnan – desde 28°32′N 100°0′E / 28.533, 100.000 |
| 21°42′N 100°0′E / 21.700, 100.000  | Birmania (Burma)       | |
| 20°25′N 100°0′E / 20.417, 100.000  | Tailandia              | |
| 12°50′N 100°0′E / 12.833, 100.000  | Golfo de Tailandia     | |
| 12°13′N 100°0′E / 12.217, 100.000  | Tailandia              | |
| 12°10′N 100°0′E / 12.167, 100.000  | Golfo de Tailandia     | |
| 9°47′N 100°0′E / 9.783, 100.000    | Tailandia              | Islas de Ko Pha Ngan y Ko Samui |
| 9°25′N 100°0′E / 9.417, 100.000    | Golfo de Tailandia     | |
| 8°33′N 100°0′E / 8.550, 100.000    | Tailandia              | |
| 6°34′N 100°0′E / 6.567, 100.000    | Estrecho de Malaca     | Pasando al este de las islas Langkawi, Malasia (en 6°18′N 99°56′E / 6.300, 99.933) Pasando al oeste de la Isla de Penang, Malasia (at 5°26′N 100°10′E / 5.433, 100.167) |
| 2°43′N 100°0′E / 2.717, 100.000    | Indonesia              | Isla de Sumatra |
| 0°29′S 100°0′E / -0.483, 100.000   | Océano Índico          | |
| 2°31′S 100°0′E / -2.517, 100.000   | Indonesia              | Isla de Pagai del Norte |
| 2°51′S 100°0′E / -2.850, 100.000   | Océano Índico          | |
| 60°0′S 100°0′E / -60.000, 100.000  | Océano Antártico       | |
| 65°39′S 100°0′E / -65.650, 100.000 | Antártida              | Territorio Antártico Australiano, reclamado por Australia |